# Lubsko
Lubsko là một thị trấn thuộc huyện Żarski, tỉnh Lubuskie ở tây Ba Lan. Thị trấn có diện tích 13 km². Đến ngày 1 tháng 1 năm 2011, dân số của thị trấn là 14609 người và mật độ 1168 người/km².